# Нгати Пороу

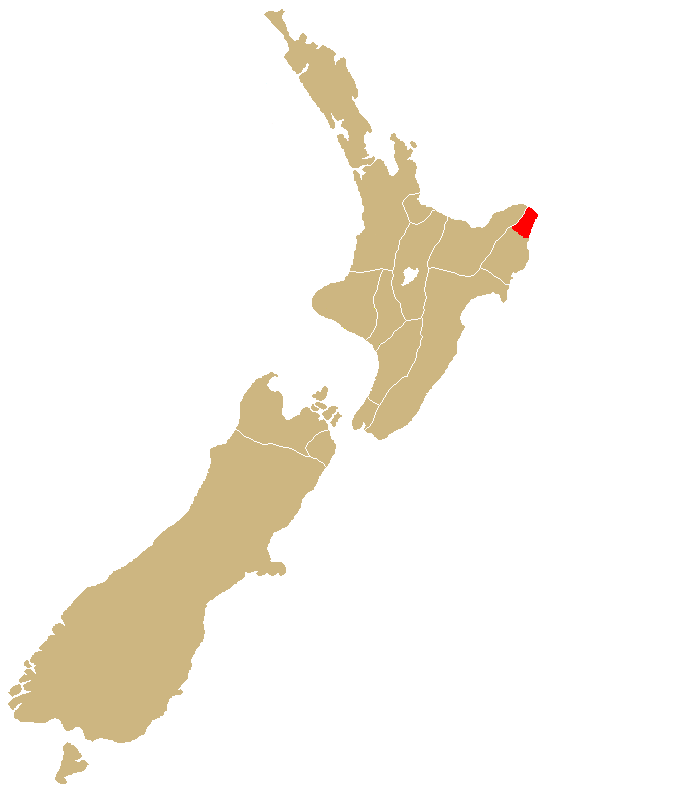
Район расселения племени Нгати Пороу на Северном острове Новой Зеландии

Нгати Пороу — племя (иви) маори, традиционно проживающее в регионах Ист-Кейп и Гисборн на Северном острове Новой Зеландии. Нгати Пороу входит в состав 28-го батальона маори и занимает второе место среди всех маорийских иви в Новой Зеландии: в 2006 году было зарегистрировано 71 910 членов . Традиционный рохе или племенной район Нгати Пороу простирается от Потикируа и мыса Лоттин на севере до Те Тока-а-Тайау (скала, которая раньше находилась в устье гавани Гисборн) на юге.
Гора Хикуранги занимает видное место в традициях Нгати Пороу как символ выносливости и силы и имеет статус тапу. В этих традициях часто олицетворяется Хикуранги. Традиции Нгати Пороу указывают на то, что Хикуранги была первой точкой всплытия, когда Мауи ловил рыбу на Северном острове из-под океана. Говорят, что его каноэ, Нуку-тай-мемеха, потерпело крушение. Река Ваиапу также фигурирует в традициях Нгати Пороу.

## История

### Доевропейская история
Нгати Пороу берет свое название от предка Пороуранги, также известного как Пороу Арики. Он был прямым потомком Тои-каи-ракау. Среди других предков — Мауи, известный в устной традиции тем, что поднял Северный остров со дна моря, и Паикеа.
Хотя Нгати Пороу заявляет, что многие предки иви прибыли на разных каноэ, включая Хорута, Такитиму и Тереанини. Потомки Пороуранги и Тои сформировали группы, которые распространились через Ист-Кейп через завоевания и через стратегические брачные союзы.
Связи с другими иви также возникают через прямое происхождение от предков Нгати Пороу:
- Кахунгуну, происходящий от Уэроа, второго сына Поуранги, является предком-основателем племени Нгати Кахунгуну, которое населяет регион к югу от границ племен Нгати Пороу.
- Тауа, потомок Кахунгуну, является известным предком в генеалогии Те Ванау-а-Апануи.
- Племена Нгати Раукава и Таинуи связаны через Ронгомаианиваниву, дочь Поуранги, и брак предка Махинааранги с Туронго.
- Традиции Нгаи Таху также указывают на происхождение как от Поуранги, так и от Тахупотики, его младшего брата[4][5].

### Колониальная история

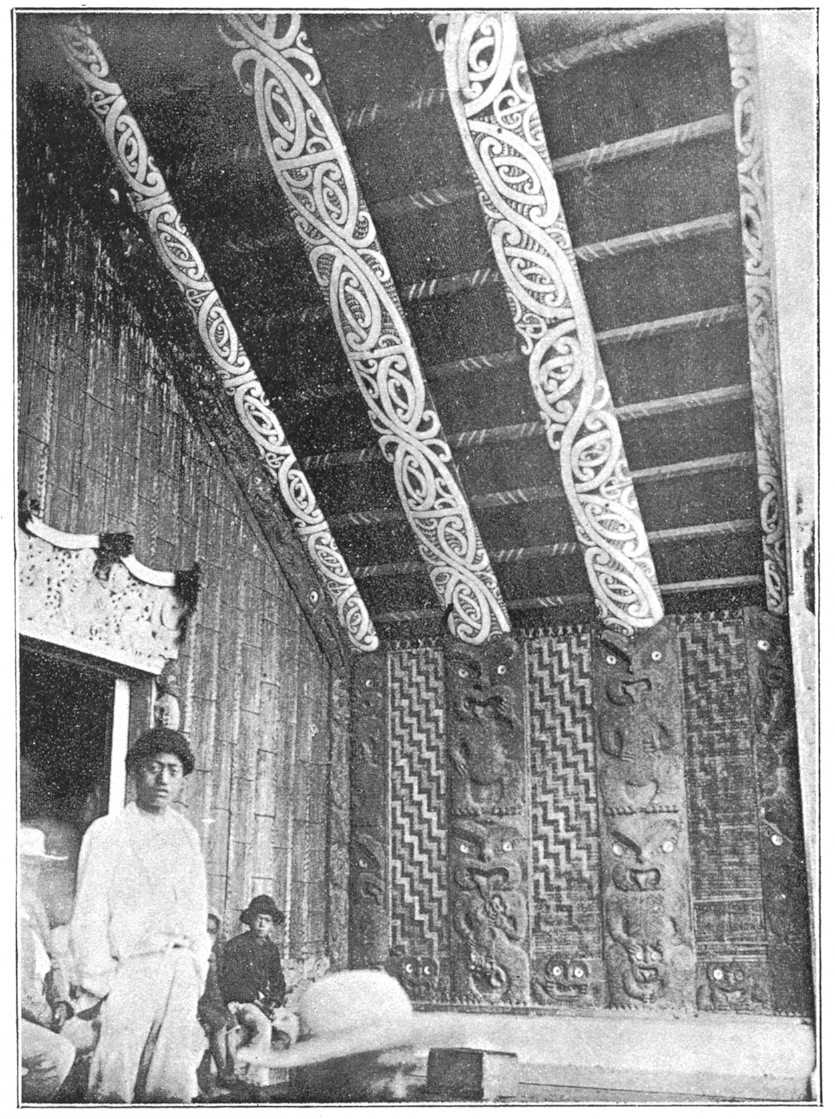
Фаренуи (дом собраний) в Вайомататини, 1896 год, назван Пороуранги в честь предка Нгати Пороу, от которого произошло их имя.

В начале XIX века Нгати Пороу вступил в конфликт с Нгапухи во время военной кампании последних по всему Северному острову. В этот период также было введено христианство в регионе, что привело к периоду относительного спокойствия и культурного развития. Вожди Нгати Пороу также подписали Договор Вайтанги в 1840 году. В 1850-х годах в Нгати-пороу наблюдался значительный экономический рост.
В течение 1860-х годов религиозное движение Паи Марире распространилось по Северному острову и в конечном итоге вступило в конфликт с правительством Новой Зеландии. С 1865 по 1870 год в Нгати Пороу возникла гражданская война между новообращенными Паи Марире, стремящимися создать независимое государство маори (при поддержке Паи Марире из других регионов), и другими Нгати Пороу, выступающими за суверенитет и независимость племен. Этот конфликт обычно рассматривается как часть Войны Ист-Кейп (1865—1866).

## Современная история
В конце XIX века Нгати Пороу снова наслаждался миром и экономическим процветанием. В 1890-х годах появился сэр Апирана Нгата, который внес большой вклад в возрождение народа маори. В начале XX века население Нгати Пороу значительно увеличилось. Они принимали активное участие в обеих мировых войнах.
После Второй мировой войны большое количество нгати-пороу начало эмигрировать из традиционных племенных земель в более крупные городские районы, и эта тенденция нашла отражение во всей Новой Зеландии. Большая часть племенного населения сейчас проживает в Окленде и Веллингтоне.

## Управление
Траст Te Rūnanga o Ngāti Porou был основан в 1987 году как племенная власть иви. Он состоит из отделения развития фанау и хапу, отделения экономического развития и отделения корпоративных услуг и направлено на поддержание финансовых, физических и духовных активов племени. За трастом наблюдает правление, в которое входят по два представителя от каждой из семи наследственных зон. По состоянию на 2018 год, траст базируется в Гисборне и возглавляется Селвином Парата, а Херевини Те Коха является одновременно исполнительным директором и генеральным менеджером.
Траст управляет поселениями по Договору Вайтанги в соответствии с Законом об урегулировании претензий Нгати Пороу, представляет иви в соответствии с Законом о рыболовстве маори и является официальным органом иви для консультаций по согласию на использование ресурсов в соответствии с Законом об управлении ресурсами. Его роэ находится на территории окружного совета Гисборна, который одновременно является и региональным, и окружным советом.

## Радио Нгати Пороу
Radio Ngāti Porou — это официальная радиостанция иви Нгати Пороу. Оно базируется в Руатории и вещает на 89.3 ФМ в Тикитики, 90.5 ФМ в Заливе Толага, 93.3 ФМ в Гисборне, 98.1 ФМ в Руатории, и 105.3 ФМ — около Хикс-Бей.